# Frédéric Cuvier
Frédéric Cuvier (28 giugno 1773 – 24 luglio 1838) è stato uno zoologo francese.
Fu il fratello minore di Georges Cuvier un naturalista e zoologo .
- Frederic fu il posessore delle collezioni del Museo di Storia Naturale di Parigi dal 1804 al 1838. Nel 1821 scoprì il panda rosso . Nel 1835 venne eletto membro straniero della Royal Society.
- Frederic  fu l'autore, insieme a Étienne Geoffroy Saint-Hilaire, dell'Histoire naturelle des mammifères,

Venne anche citato da Charles Darwin, in L'origine delle specie,  per i suoi studi sull'istinto degli animali, e anche  Herman Melville lo cita in Moby Dick come autore di trattati sulle balene.
| F.Cuvier è l'abbreviazione standard utilizzata per le specie animali descritte da Frédéric Cuvier. Categoria:Taxa classificati da Frédéric Cuvier |